# Cocoricocoboy
Cocoricocoboy est une émission de télévision humoristique française, créée par Catherine Corbineau et Stéphane Collaro, diffusée du lundi au samedi à 19 h 40 sur TF1 juste avant le journal de 20 h, de mars 1984 à juin 1987. Le programme recueille 25 à 30 points d'audimat.
Au Québec, l'émission est diffusée à partir du 22 octobre 1984, sur TVFQ 99.

## Historique
Depuis plusieurs années TF1 (chaîne publique) voit son déficit s'accroître : 10 millions de francs en 1983, 18 millions de francs en 1984 et 103,7 millions de francs en 1985. Depuis 1985, et sur recommandation de la Haute Autorité de la communication audiovisuelle, la chaîne est autorisée à faire appel au parrainage et à la coproduction. Ainsi Tournez manège sera sponsorisé par Télé Poche.
C'est dans ce contexte qu'à partir du 19 septembre 1985, l'émission est sponsorisée par Orangina, la marque prenant en charge 30 % du budget (environ 80 000 francs par émission), une première en France. Cependant, les contraintes imposées par la Haute Autorité de la communication audiovisuelle pour limiter toutes dérives amèneront la marque à mettre vite fin à cette collaboration.

## Principe de l'émission
Cette émission, qui succède à Co-Co Boy (1982-1984), est présentée par Stéphane Collaro avec ses Coco-girls (dont Sophie Favier), Philippe Bruneau, Jean Roucas, Alain Scoff, Claire Nadeau, Jacques Brière, Pit et Rik, Baaron, Bernard Hommel, Carole Jacquinot, Rita Brantalou, Henry Blondin, Marie-Pierre Casey.
L'émission est structurée autour de quelques trames récurrentes qui installaient son caractère familier :
- Vidéo-flic, avec Alain Scoff dans le rôle de l'agent Ménardeau. Exemple de situation : celui-ci, chargé de porter en agent une plainte au Parquet, portait en nageant une plinthe au parquet ;
- Séquences « Pub » et « Gag » ;
- La playmate, une jeune et jolie femme se défaisant de ses vêtements sous un nouveau prétexte loufoque ;
- La recette de cuisine, de Marie-Pierre Casey, fondée en général sur un calembour (exemple : l'homme, les taulards) ;
- Coup de poignard : l'équipe assassine verbalement l'invité de l'émission ;
- L'invité surprise : une personnalité exceptionnelle de la chanson est annoncée et ne vient jamais, remplacée in extremis par l'imitateur Jean Roucas se dévouant d'un « Ce n'est pas grave, moi, je vais vous le faire ! » ;
- Les Coco-girl : quatre jeunes femmes au physique avantageux dansent dans des tenues sexy et dévêtues ;
- Les brèves de l'actualité, par Guy Montagné ;
- Le Bébête show : spectacle satirique de marionnettes, inspiré du Muppet Show et caricaturant les personnalités politiques françaises : la grenouille Kermit devenait Kermitterrand, Henri Krasucki le crabe Zuki, Jacques Chirac déployait des ailes et un bec d'aigle, etc.

Chaque jour de la semaine un invité participait au sketch. Parmi ces sketches, certains sont devenus « culte », comme La vie des sectes.
L'émission s'est arrêtée à la suite du départ de toute l'équipe sur La Cinq en septembre 1987 pour le Collaricocoshow, qui est très inspiré du Benny Hill's Show.